# Trichobranchus
Trichobranchus is een geslacht van borstelwormen uit de familie van de Trichobranchidae. De wetenschappelijke naam van het geslacht werd voor het eerst geldig gepubliceerd in 1866 door Malmgren.

## Soorten
- Trichobranchus alatus Hartmann-Schröder, 1965
- Trichobranchus americanus Hartman, 1965
- Trichobranchus bibranchiatus Moore, 1903
- Trichobranchus bunnabus Hutchings & Peart, 2000
- Trichobranchus demontaudouini Lavesque, Hutchings, Daffe, Nygren & Londoño-Mesa, 2019
- Trichobranchus dibranchiatus (Knox & Cameron, 1971)
- Trichobranchus drewi Nogueira, 2008
- Trichobranchus glacialis Malmgren, 1866
- Trichobranchus gooreekis Hutchings & Peart, 2000
- Trichobranchus hancocki (Hartman, 1955)
- Trichobranchus hirsutus Hutchings, Nogueira & Carrerette, 2015
- Trichobranchus lobiungens Hessle, 1917
- Trichobranchus polychaetus Wang & Wu, 1988
- Trichobranchus roseus (Malm, 1874)
- Trichobranchus torulosus (Hutchings & Peart, 2000)
- Trichobranchus tribranchiatus (Hutchings & Peart, 2000)

### Synoniemen
- Trichobranchus massiliensis Marion, 1876 => Trichobranchus glacialis Malmgren, 1866
- Trichobranchus sikorskii Leontovich & Jirkov in Jirkov, 2001 => Octobranchus sikorskii (Leontovich & Jirkov in Jirkov, 2001)